# 팔다리
팔다리(limb) 또는 사지(四肢), 지(肢)는 팔과 다리를 합쳐 부르는 말로 의학적으로는 어깨부터 손까지와 엉덩이부터 발까지를 포함한다. 짐승한테는 단순히 다리라고 부르기도 한다.
동물은 앞다리나 팔을 물건을 움켜 집어 옮기는데 사용한다. 인간은 팔과 손이 도구를 사용하기 편리하고 다리와 발은 2족 보행에 편리하도록 진화되었다. 팔다리가 없는 사람은 의지를 이용하기도 한다.
해부학적으로 사지는 상지(upper limb, 팔)와 하지(lower limb, 다리)로 구성되어 있다.

## 같이 보기
- 위치에 대한 해부학 용어
- 운동에 대한 해부학 용어
- 헛팔다리
- 인간의 다리
- 팔다리뼈대
- 상지
- 다리 (해부학)